# Teatro San Bartolomeo
Il San Bartolomeo era un teatro d'opera napoletano, attivo principalmente tra il XVII e il XVIII secolo; prima della costruzione del San Carlo, avvenuta nel 1737, era il principale teatro della città partenopea.

## Storia
Fu edificato nel 1620 nelle vicinanze della chiesa di San Bartolomeo dall'Ospedale degli Incurabili, allo scopo di accrescere i propri introiti grazie ai proventi derivanti dagli spettacoli: tra l'altro nel 1644 Filippo IV di Spagna concesse alla congregazione dei privilegi speciali sulle commedie. A causa delle forti speculazioni messe in atto, finì che fu la congregazione a mantenere il palcoscenico, anziché viceversa.
Fu il palcoscenico in cui vennero messe in scena a Napoli le prime vere opere, inizialmente lavori di Claudio Monteverdi e di altri compositori dell'Italia settentrionale. Solo nel 1655 fu messa in scena la prima opera di un compositore locale, La fedeltà trionfante di Giuseppe Alfiero. Bisognerà invece aspettare il 1684 per avere la prima opera prodotta da un librettista e compositore napoletano.
Alla struttura è legato anche il nome di Andrea Perrucci (1651-1704), autore di teatro e librettista, che fu poeta del teatro

Il 6 febbraio 1681 fu distrutto da un incendio, del quale venne data così notizia nelle cronache del tempo: 
(Gazzetta di Napoli 11 febbraio 1681)
. La ricostruzione, in seguito all'incendio patito, fu rapidissima: tempo due anni, le "opre in musica" - nel frattempo messe in scena nel teatro di San Giovanni de' Fiorentini - poterono tornare ad esservi rappresentate. il 18 novembre 1696 vi venne rappresentata - nel teatro rinnovato e ingrandito grazie al munifico intervento del viceré duca di Medinaceli - l'opera Comodo Antonino, composta da Alessandro Scarlatti, al tempo maestro della Cappella Reale. Nel 1733 vi venne rappresentato il primo intermezzo, La serva padrona di Giovan Battista Pergolesi su libretto di Gennaro Antonio Federico e nel 1737 con l'apertura del San Carlo perse la sua "egemonia" nella città: il teatro smise di funzionare e lo stabile fu convertito in chiesa nello stesso anno da Angelo Carasale che aprì la chiesa della Graziella al posto della platea.
A causa del terribile sisma dell'80 la chiesa fu chiusa al pubblico; riaperta solo nel dicembre 2014, è sede del centro di musica da camera CERSIM.

## Prime assolute (lista incompleta)
Si evidenziano i titoli più rilevanti nella storia dal genere.
- Il Ciro di Francesco Provenzale (1653?)
- Orontea regina d'Egitto di Francesco Cirillo (3/4/1654)
- La fedeltà trionfante di Giuseppe Alfiero (1655)
- Il ratto d'Elena di Francesco Cirillo (03/01/1655)
- Il Teseo, o vero L'incostanza trionfante di Francesco Provenzale (20/11/1658)
- L'Edmiro creduto Uranio di Giuseppe Tricarico (1670)
- Caligula delirante di Filippo Acciaiuoli (1673)
- Marcello in Siracusa di Pietro Andrea Ziani (1673)
- Chi tal nasce tal vive, o vero l'Alessandro Bala di Pietro Andrea Ziani (1678)
- Il Pompeo di Alessandro Scarlatti (1680) con Giovanni Francesco Grossi
- Il Pirro e il Demetrio di Alessandro Scarlatti (1694)
- Bassiano, ovvero il maggior impossibile di Alessandro Scarlatti (1694)
- Massimo Puppieno di Alessandro Scarlatti (1695)
- Le nozze con l'inimico, overo l'Analinda di Alessandro Scarlatti (1695)
- Il trionfo di Camilla regina de Volsci di Giovanni Bononcini (1696)
- Comodo Antonino di Alessandro Scarlatti (1696)
- Penelope la casta di Alessandro Scarlatti (?1696)
- Didone delirante di Alessandro Scarlatti (1696)
- Aiace di Francesco Gasparini (1697)
- L'Emireno, overo il consiglio dell'ombra di Alessandro Scarlatti (1697)
- La caduta de Decemviri di Alessandro Scarlatti (1697)
- Tito Manlio di Luigi Mancia (1698)
- La donna è ancora fedele di Alessandro Scarlatti (1698)
- La religione giardiniera di Alessandro Scarlatti (1698)[3]
- Il prigionier fortunato di Alessandro Scarlatti (1698)
- Armida di anonimo (1698)
- Partenope di Luigi Mancia (1699)
- Cesare in Alessandria di Giuseppe Antonio Vincenzo Aldrovandini (1699)
- L'Eraclea di Alessandro Scarlatti (1700)
- Odoardo di Alessandro Scarlatti (1700)
- Laodicea e Berenice di Alessandro Scarlatti (1701)
- Ariovisto di Francesco Mancini (1702)
- L'Ottavia restituita al trono di Domenico Scarlatti (1703)
- Silla di Francesco Mancini (1703)
- La costanza nell'honore di Francesco Mancini (1704)
- L'odio e l'amore di Antonio Vincenzo Aldrovandini (1704)
- Gli amanti generosi di Francesco Mancini (1705)
- L'incoronazione di Dario di Antonio Vincenzo Aldrovandini (1705)
- La serva favorita di Francesco Mancini (1705)
- Il più fedel tra vassalli di Antonio Vincenzo Aldrovandini (1705)
- Alessandro il grande in Sidone di Francesco Mancini (1706)
- Le gare generose tra Pompeo e Cesare di Domenico Natale Sarro (1706)
- Artaserse di Francesco Mancini (1708)
- Il Maurizio di Antonio Orefice (1708)
- Bellina e Lenno di Antonio Orefice (1708)
- Astarto di Nicola Fago (1709)
- Amore volubile e tiranno di Alessandro Scarlatti (1709)
- Mario fuggitivo di Francesco Mancini (1710)
- La principessa fedele di Alessandro Scarlatti (1710)
- La fede riconosciuta di Alessandro Scarlatti (1710)
- La pastorella al soglio di Antonio Orefice (1710)
- Velasco e Drusilla di Antonio Orefice (1710)
- Abdolomino di Giovanni Bononcini e Francesco Mancini (1711)
- Flavio Anicio Olibrio di Nicola Porpora (1711)
- Selim re d'Ormuz di Francesco Mancini (1712)
- La vittoria dell'amor coniugale di Carmine Giordani (1712)
- Caligola delirante di Antonio Orefice (1713)
- Agrippina di Francesco Mancini (1713)
- L'amor tirannico ossia Zenobia di Francesco Feo (1713)
- Il gran Mogol di Francesco Mancini (1713)
- La Caligula delirante di Antonio Orefice (1713)
- Il Pisistrato di Leonardo Leo (1714)
- Il Vincislao di Francesco Mancini (1714)
- Carlo, re d'Alemagna di Alessandro Scarlatti (1716?)
- Ciro di Domenico Natale Sarro (1716)
- I veri amici di Antonio Maria Bononcini (1715)
- Il gran Cid di Francesco Gasparini (1717)
- Lucio Papirio di Giuseppe Maria Orlandini (1717)
- La fede ne tradimenti di Domenico Natale Sarro (1718)
- Armida al campo di Domenico Natale Sarro (1718)
- Arsace di Domenico Natale Sarro (1718)
- Alessandro Severo Domenico Natale Sarro (1719)
- Faramondo di Nicola Porpora (1719)
- Cambise di Alessandro Scarlatti (1719).
- Ginevra principessa di Scozia di Domenico Natale Sarro (1720)
- Teuzzone di Francesco Feo (1720)
- La fortezza al cimento di Francesco Mancini (1721)
- Endimione di Antonio Maria Bononcini (1721)
- Arianna e Teseo di Leonardo Leo (1721)
- Publio Cornelio Scipione di Leonardo Vinci (1722)
- Bacocco e Ermosilla di Leonardo Vinci (1722) (intermezzo)
- Partenope di Domenico Natale Sarro (1722)
- Lucio Vero di Domenico Natale Sarro (1722)
- Il Trajano di Francesco Mancini (1723)
- Siface, re di Numidia di Francesco Feo (1723)
- Amare per regnare di Nicola Porpora (1723)
- Turno Aricino di Leonardo Leo (1724)
- Eraclea di Leonardo Vinci (1724)
- L'Eraclio di Giuseppe de Bottis (1724)
- Didone abbandonata di Domenico Natale Sarro (1724)
- L'impresario delle isole Canarie di Domenico Natale Sarro (1724)
- Astianatte di Leonardo Vinci (1725)
- Zenobia in Palmira di Leonardo Leo (1725)
- Amore e fortuna di Giovanni Porta (1725)
- La Lucinda fedele di Giovanni Porta (1726)
- Il Sesostrate di Johann Adolf Hasse (1726)
- Miride e Damari di Johann Adolf Hasse (1726)
- L'Astarto di Johann Adolf Hasse (1726)
- Larinda e Vanesio di Johann Adolf Hasse (1726)
- L'ernelinda di Leonardo Vinci (1726)
- Gerone tiranno di Siracusa di Johann Adolf Hasse (1727)
- Moschetta e Grullo di Domenico Natale Sarro (1727) (intermezzo)
- Grilletta e Porsugnacco Johann Adolf Hasse (1727) (intermezzo)
- La caduta de Decemviri di Leonardo Vinci (1727)
- L'Oronta di Francesco Mancini (1728)
- Flavio Anicio Olibrio di Leonardo Vinci (1728)
- Clitarco, o sia il più fedel tra gli amici di Pietro Filippo Scarlatti (1728)
- Attalo, re di Bitinia di Johann Adolf Hasse (1728)
- Carlotta e Pantaleone di Johann Adolf Hasse (1728)
- Scintilla e Don Tabarano o la Contadina di Johann Adolf Hasse (1728)
- L'Ulderica di Johann Adolf Hasse (1729)
- La serva scaltra o Dorilla e Balanzone di Johann Adolf Hasse (1729)
- Merlina e Galoppo di Johann Adolf Hasse (1729)
- Il Tamese [Arsilda regina di Ponto] di Francesco Feo (1729)
- Tigrane di Johann Adolf Hasse (1729)
- Dorilla e Balanzone di Johann Adolf Hasse (1729)
- Ezio di Johann Adolf Hasse (1730)
- Lucilla e Pandolfo di Johann Adolf Hasse (1730)
- La furbo e lo sciocco di Domenico Natale Sarro (1731)(intermezzo)
- Artemisia di Domenico Natale Sarro (1731)
- Semiramide riconosciuta di Francesco Araja (1731)
- Alessandro nelle Indie Francesco Mancini (1732)
- La Salustia di Giovanni Battista Pergolesi (1732)
- Nibbio e Nerina di Giovanni Battista Pergolesi (1732)
- Issipile di Johann Adolf Hasse (1732)
- Il Demetrio di Leonardo Leo (1732)
- Nitocri, regina d'Egitto di Leonardo Leo (1733)
- Il prigioniero superbo di Giovanni Battista Pergolesi (1733)
- La serva padrona di Giovanni Battista Pergolesi (1733)
- Caio Marzio Coriolano di Nicola Conti (1734)
- L'umiltà esaltata di Tomaso Albinoni (1734)
- Il castello d'Atlante di Leonardo Leo (1734)
- Adriano in Siria di Giovanni Battista Pergolesi (1734)
- Livietta e Tracollo (La contadina astuta di Giovanni Battista Pergolesi (1734)
- Cajo Marzio Coriolano di Nicola Conti (1734)
- Demofoonte di Leonardo Leo (1735)
- Emira di Leonardo Leo (1735)
- Lucio Papirio di Leonardo Leo (1735)
- Drusilla e Strabone di Giuseppe Sellitto (1735)
- Farnace di Leonardo Leo (1736)